# Pere Milla
Pere Milla (Lleida, 1992. szeptember 23. –) spanyol labdarúgó, az Elche középpályása.

## Pályafutása
Milla a spanyolországi Lleida városában született. Az ifjúsági pályafutását a helyi Lleida akadémiájánál kezdte.
2011-ben mutatkozott be a Lleida Esportiu felnőtt csapatában. 2014-ben a Getafe B, majd 2015-ben a Logroñés szerződtette. 2016-ban az első osztályban szereplő Eibarhoz igazolt. 2016 és 2018 között a másodosztályú UCAM Murcia és Numancia csapatát erősítette kölcsönben. 2019. július 1-jén szerződést kötött az Elche együttesével. Először a 2019. augusztus 17-ei, Fuenlabrada ellen 2–0-ra elvesztett mérkőzésen lépett pályára. Első gólját 2019. november 10-én, a Deportivo La Coruña ellen idegenben 3–1-re megnyert találkozón szerezte meg.

## Statisztikák
2023. február 4. szerint
| Klub                     | Szezon   | Osztály          | Bajnokság | Bajnokság | Kupa és Ligakupa | Kupa és Ligakupa | Nemzetközi | Nemzetközi | Összesen | Összesen |
| Klub                     | Szezon   | Osztály          | Meccs     | Gól       | Meccs            | Gól              | Meccs      | Gól        | Meccs    | Gól      |
| ------------------------ | -------- | ---------------- | --------- | --------- | ---------------- | ---------------- | ---------- | ---------- | -------- | -------- |
| UCAM Murcia (kölcsönben) | 2016–17  | Segunda División | 16        | 1         | 2                | 0                | —          | —          | 18       | 1        |
| Numancia (kölcsönben)    | 2017–18  | Segunda División | 39        | 6         | 5                | 0                | —          | —          | 44       | 6        |
| Eibar                    | 2018–19  | La Liga          | 5         | 0         | 2                | 0                | —          | —          | 7        | 0        |
| Elche                    | 2019–20  | Segunda División | 41        | 8         | 3                | 2                | —          | —          | 44       | 10       |
| Elche                    | 2020–21  | La Liga          | 32        | 4         | 0                | 0                | —          | —          | 32       | 4        |
| Elche                    | 2021–22  | La Liga          | 32        | 8         | 4                | 0                | —          | —          | 36       | 8        |
| Elche                    | 2022–23  | La Liga          | 19        | 6         | 2                | 1                | —          | —          | 21       | 7        |
| Elche                    | Összesen | Összesen         | 124       | 26        | 9                | 3                | 0          | 0          | 133      | 29       |
| Összesen                 | Összesen | Összesen         | 184       | 33        | 18               | 3                | 0          | 0          | 202      | 36       |